# Hostal del Pont del Clop
L'Hostal del Pont del Clop és una masia, actualment enrunada, situada al poble de Timoneda pertanyent al municipi de Lladurs, a la comarca catalana del Solsonès. És al costat del pont del Clop sobre la Ribera Salada.

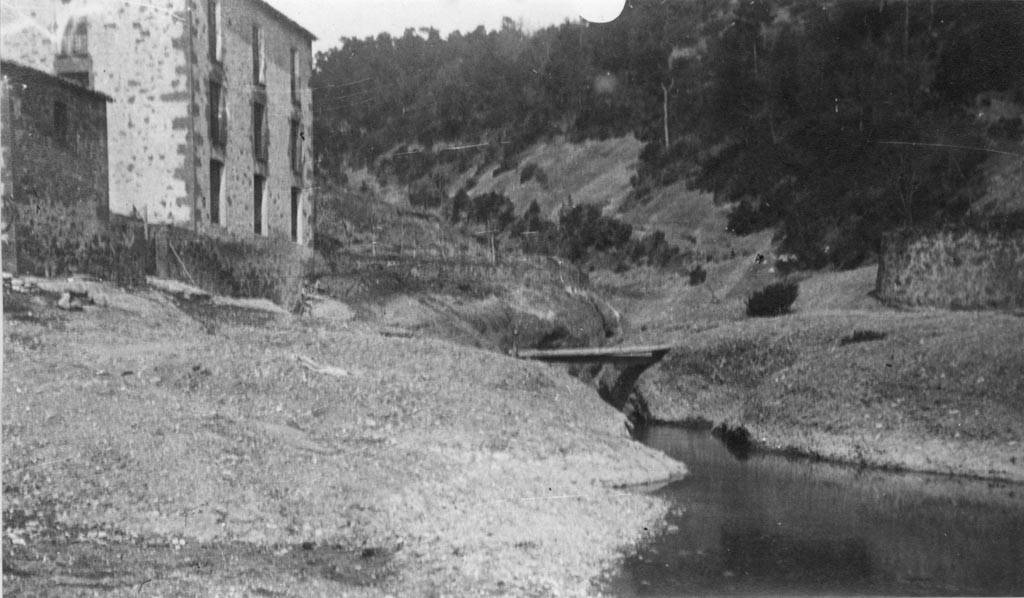
Imatge d'entre 1890 i 1923